# کریستوفر کولمن
کریستوفر کولمن (انگلیسی: Christopher Kullmann؛ زادهٔ ۱۹ سپتامبر ۱۹۸۶) بازیکن فوتبال اهل آلمان است.
از باشگاه‌هایی که در آن بازی کرده‌است می‌توان به باشگاه فوتبال بروسیا دورتموند، باشگاه فوتبال آرمینیا بیله‌فلد، و باشگاه فوتبال ماگدبورگ ۱ اشاره کرد.